# Джоель Велькерлінг Перссон
Джоель Аксель Крістер Велькерлінг Перссон (швед. Joel Axel Krister Voelkerling Persson, нар. 15 січня 2003, Дальчепінг, Швеція) — шведський футболіст, нападник італійського клубу «Лечче» і молодіжної збірної Швеції. На правах оренди грає за нідерландський «Вітесс».

## Ігрова кар'єра

### Клубна
Джоель Велькерлінг Перссон є вихованцем шведського клубу «Треллеборг», де він грав у молодіжній команді. У січні 2019 року футболіст пройшов перегляд у стані італійського клубу «Рома», після чого приєднався до молодіжної команди римлян. Пізніше нападник підписав з клубом контракт до літа 2020 року.
У сезоні 2021/22 Перссон почав тренуватися з першим складом «Роми». Був у заявках команди на матчі Серії А та Ліги конференцій. Але на поле Перссон не виходив.
Влітку 2022 року футболіст підписав п'ятирічний контракт з клубом «Лечче», який піднявся у Серію А з Серії В. Першу половину сезону 2022/23 нападник пропустив через травми. Його дебют на професійному рівні відбувся у січні 2023 року, коли він вийшов на заміну у матчі проти «Мілана».
У серпні 2023 року на правах оренди перебрався до нідерландського «Вітесса».

### Збірна
У 2021 році Велькерлінг Перссон зіграв два матчі у складі юнацької збірної Швеції (U-19).
З 2023 року залучається до складу молодіжної збірної Швеції.

## Приватне життя
Старший брат Джоеля Якоб Велькерлінг Перссон також професійний футболіст, грає у складі шведського клубу «Сіріус».